# Imane Saoud
Imane Saoud (arabisch إيمان سعود, DMG Īmān Saʿūd; * 6. Juni 2002 in Casablanca) ist eine marokkanisch-französische Fußballspielerin.

## Karriere

### Klub
Bis Sommer 2020 war sie in Frankreich beim FC Vendenheim aktiv. Danach wechselte sie zum FC Basel in die Schweiz, wo sie in ihrer ersten Saison gleich eine Vielzahl an Einsätzen ansammelte. Nach einer Spielzeit 2021/22 mit etwas weniger Partien schloss sie sich zur Saison 2022/23 dem Servette FC an.

### Nationalmannschaft
In den Jugendmannschaften lief sie inklusive bis zur U20 noch für französische Auswahlen auf. Danach wechselte sie aber den Verband und machte ihr Debüt für die marokkanische A-Nationalmannschaft am 10. Juni 2021 bei einem 3:0-Freundschaftsspielsieg über Mali. Mit dieser nahm sie dann auch am Afrika-Cup 2022 teil, wo sie mit ihrem Team das Finale erreichte, dort jedoch gegen Südafrika unterlag. Dies reichte aber aus, damit sich ihre Mannschaft für die Weltmeisterschaft 2023 qualifizierte.